# Liste des longs métrages namibiens proposés à l'Oscar du meilleur film international
Cet article présente la liste des longs métrages namibiens proposés à l'Oscar du meilleur film international.

## Film proposé par la Namibie
| Année (Cérémonie) | Titre français          | Titre original          | Langue(s)                    | Réalisateur           | Résultat  |
| ----------------- | ----------------------- | ----------------------- | ---------------------------- | --------------------- | --------- |
| 2023 (96e)        | Under the Hanging Tree, | Under the Hanging Tree, | afrikaans, anglais, allemand | Perivi Katjavivi (rw) | Non nommé |